# Застраховка
Застраховката е съгласувано прехвърляне на риск от възможна загуба от един субект към друг срещу заплащане. Това е форма за управление на риска, използвана основно за хеджиране срещу риска (несигурна загуба).
Според проучване на текстове на осигурителен институт The Chartered съществуват следните категории риск:
1. финансови рискове, които означават, че рискът трябва да има финансово измерение,
2. чисти рискове, при които рискът трябва да е реален и да не е свързан с хазарт,
3. индивидуални рискове, при които рискът не е широко разпространен в своя ефект, например риск от земетресение в определен регион.

Общоприето е, че само финансовите, чистите и индивидуалните рискове са застраховаеми.
Някои организации имат практика да увеличават цената на сумата, ако клиентът поиска да раздели плащането на шест месеца, тримесечно. Размерът на вноската се увеличава с 10 – 20%.
Застраховател (или застрахователна компания) е компания, която продава застраховката; застрахованото лице или притежателят на полицата е лицето, което закупува застрахователната полица. Размерът на сумата, които трябва да бъде платена за покриването на риска от дадено застрахователно покритие, се нарича премия. Управлението на риска, оценяването и контролирането на риска в днешни дни се развиват като отделна област на практиката.
Застрахователната сделка изисква застрахованият да поеме известна, относително малка загуба под формата на плащане на застрахователя в замяна на обещанието на застрахователя да компенсира (обезщети) застрахования в случай на финансова (лична) загуба. Застрахованият получава застрахователна полица по договора, която съдържа подробна информация за условията и обстоятелствата, при които той ще бъде финансово компенсиран.